# Yezoceryx varicolor
Yezoceryx varicolor là một loài tò vò trong họ Ichneumonidae.